# Sati (indijski film)
Za božicu, pogledajte "Sati (hinduistička božica)".
Sati (ili Suttee na engleskom) indijski je film iz 1989. godine. Redateljica i scenaristica filma jest Aparna Sen. Radnja se temelji na djelu bengalskog pisca Kamala Kumara Majumdara.
Glavni je lik mlada žena imenom Umi (Uma; glumi ju Shabana Azmi), koja je nijema, a njezin horoskop kaže da će joj suprug umrijeti ubrzo nakon vjenčanja te će ona morati postati (ili počiniti) sati — izgorjeti živa na pogrebnoj lomači svog muža. Nakon što lokalni svećenik naredi njezinoj obitelji da se mora udati jer je grijeh za ženu ostati u celibatu, Umin ujak udaje Umi za stablo smokve, kako bi poštedio nećakinju stravičnog umiranja. 

## Glumci
- Shabana Azmi
- Arun Banerjee
- Kali Banerjee
- Pradip Mukherjee
- Arindam Ganguli
- Shakuntala Barua
- Laboni Sarkar

## Pogledajte također
- Žene u hinduizmu

## Vanjske poveznice
- Sati (YouTube)